# Kupczinskaja
Kupczinskaja (ros. Купчинская) – towarowa stacja kolejowa w miejscowości Petersburg, w Rosji. Położona jest na południowym półpierścieniu Petersburga, łączącym linie dochodzące do miasta od południa z portem morskim Petersburg.
Stacja nie obsługuje ruchu pasażerskiego.